# Guillaume Vilaceca
Guillaume Vilaceca   (Perpinyà, 7 de novembre de 1983) és un jugador de rugbi a 15 nord-català.
Va començar el 2005 en el Ceret Esportiu, però el 2007 es va canviar a la Unió Esportiva Arlequins de Perpinyà. El 2009, va guanyar el Campionat de França. També havia estat campió regional el 2006 i el 2007. Més tard, l'any 2014, va ser ascendit a capità de l'equip. Actualment, entrena la USAP.